# Пінозеро (селище)
Пінозеро (рос. Пинозеро) — селище у Кандалакському районі Мурманської області Російської Федерації.
Населення становить 149 осіб. Належить до муніципального утворення Кандалакське міське поселення .

## Населення
| 2002 | 2010 |
| ---- | ---- |
| 418  | ↘149 |